# 坂本浩
坂本 浩（さかもと ひろし、1907年5月21日 - 1988年1月17日）は、日本近代文学研究者。成城大学名誉教授。
熊本県生まれ。1932年東京帝国大学国文学科卒業。1978年まで成城大学教授。国木田独歩、夏目漱石などを研究した。

## 著書
- 二葉亭四迷 子文書房 1941 (文芸文化叢書)
- 国木田独歩 三省堂 1942
- 夏目漱石 成城国文学会 1948 (文芸読本)
- 近代日本の文芸思潮 中文館書店 1949
- 竹取物語 市ケ谷出版社 1950 (文芸読本)
- 堤中納言物語 市ケ谷出版社 1952 (文芸読本)
- 有島武郎 市ケ谷出版社 1954 (文芸読本)
- 現代文の教え方 中学高校の先生のための 至文堂 1955
- 北村透谷 自由と平和・愛と死  至文堂 1957
- 近代文学の研究態度 桜楓社出版 1960 (国語国文学研究叢書)
- 国木田独歩 人と作品 有精堂選書 1969
- 近代作家と深層心理 明治書院 1974
- 続・近代作家と深層心理 漱石文学の探求 明治書院 1976
- 夏目漱石 作品の深層世界 明治書院 1979.4
- 読後書信 右文書院 1984.5
- 近代文学論攷 回顧と展望 明治書院 1986.1
- 声で読む夏目漱石 學燈社 2007.1